# Джед Санден
Джед Са́нден (англ. Jed Sunden; 10 вересня 1970 року) — український медіа-магнат американського походження. Є засновником, та колишнім власником медіа-холдингу «KP Media» (продав УМХ Ложкіна, а Ложкін перепродав у 2013 році Курченку). Станом на серпень 2012 року фінансував ГО FEMEN. За іншими даними Джед Санден фінансував Фемен до 2011 року.
На початку 90-х приїхав до України та почав видавницьку діяльність. Спочатку це була газета для іноземців Kyiv Post, пізніше інші видання та сайти. У нього із собою було лише 8000 доларів стартового капіталу.
В 2000 в Україні був оголошений персоною нон грата, проте після втручання Держдепартаменту США зміг в'їхати до країни.